# Eiland van Kristal
Het Eiland van Kristal (Russisch: Хрустальный остров; Chroestalny ostrov) was een geplande toren in de Russische hoofdstad Moskou in de vorm van een kristal. De door Norman Foster ontworpen toren zou met een vloeroppervlak van 2,5 miljoen vierkante meter de grootste ter wereld moeten worden. De geplande hoogte was 449,88 meter en het complex moest ruimte bieden aan 900 appartementen, bioscopen, tentoonstellingen, kantoren, winkels, 3000 hotelkamers, een sportcomplex en een internationale school voor 500 studenten.
Het complex zou naar schatting 2,7 miljard dollar  kosten, maar is in 2009 afgeblazen als gevolg van de wereldwijde economische crisis. 